# Эрдок, Неше
Неше Эрдок (тур. Neşe Erdok, род. 26 августа 1940, Стамбул) — турецкая художница.

## Биография
Родилась 26 августа 1940 года в стамбульском квартале Ускюдар в семье выходцев из Скопье. Её отец был военным, поэтому семья часто переезжала. Неше училась в школах Ускюдара, Анкары и Эрзинджана. Также один год училась в Германии.
После этого поступила в Академию изящных искусств. Среди преподавателей Академии был Нешет Гюнал, который оказал не Неше большое влияние. В 1967-72 годах училась во Франции. После возвращения преподавала в Академии изящных искусств. В 1977 году получила степень доктора философии.